# Саул (алани)
Саул або Сарус (IV — 402/403) — вождь однієї з груп аланів у Італії, на службі Західної Римської імперії. Мав титул префекта.

## Біографія
В 401 році полководець Західної Римської імперії Стиліхон почав бойові дії проти короля вестготів Аларіха І, який вдерся до Італії. Серед військ Стиліхона були й алани, керівником яких був Саул. Саул керував аланами у битві при Полленції (402 рік). Римські війська здобули у цій битві перемогу, але вестготський король зміг утекти. Поширювалися плітки, що Стиліхон і Саул спеціально дали Аларіху піти, те, що у військах Аларіха було багато аланів, надавало непряме підтвердження цих пліток.
У 402 (чи 403) році Аларіх знову вторгається з новими силами до Італії. Стиліхон звертається до Саула по допомогу. Під час Битви під Вероною, Саул загинув.